# Jérôme Solal-Céligny
Pour les articles homonymes, voir Solal et Céligny (homonymie).
 (août 2024).
 (août 2024).
La mise en forme du texte ne suit pas les recommandations de Wikipédia : il faut le « wikifier ».
Les points d'amélioration suivants sont les cas les plus fréquents :
- Les titres sont pré-formatés par le logiciel. Ils ne sont ni en capitales, ni en gras.
- Le texte ne doit pas être écrit en capitales (les noms de famille non plus), ni en gras, ni en italique, ni en « petit »…
- Le gras n'est utilisé que pour surligner le titre de l'article dans l'introduction, une seule fois.
- L'italique est rarement utilisé : mots en langue étrangère, titres d'œuvres, noms de bateaux, etc.
- Les citations ne sont pas en italique mais en corps de texte normal. Elles sont entourées par des guillemets français : « et ».
- Les listes à puces sont à éviter, des paragraphes rédigés étant largement préférés. Les tableaux sont à réserver à la présentation de données structurées (résultats, etc.).
- Les appels de note de bas de page (petits chiffres en exposant, introduits par l'outil «  Source ») sont à placer entre la fin de phrase et le point final[comme ça].
- Les liens internes (vers d'autres articles de Wikipédia) sont à choisir avec parcimonie. Créez des liens vers des articles approfondissant le sujet. Les termes génériques sans rapport avec le sujet sont à éviter, ainsi que les répétitions de liens vers un même terme.
- Les liens externes sont à placer uniquement dans une section « Liens externes », à la fin de l'article. Ces liens sont à choisir avec parcimonie suivant les règles définies. Si un lien sert de source à l'article, son insertion dans le texte est à faire par les notes de bas de page.
- La présentation des références doit suivre les conventions bibliographiques. Il est recommandé d'utiliser les modèles {{Ouvrage}}, {{Chapitre}}, {{Article}}, {{Lien web}} et/ou {{Bibliographie}}. Le mode d'édition visuel peut mettre en forme automatiquement les références.
- Insérer une infobox (cadre d'informations à droite) n'est pas obligatoire pour parachever la mise en page.

Pour une aide détaillée, merci de consulter Aide:Wikification.
Si vous pensez que ces points ont été résolus, vous pouvez retirer ce bandeau et améliorer la mise en forme d'un autre article.
Jérôme Solal-Céligny, né le 7 février 1920dans le 16e arrondissement de Paris et mort le 18 novembre 1974 dans le 12e arrondissement de Paris est un ancien résistant et haut fonctionnaire français.
Il occupe des postes de haut fonctionnaire pendant la quatrième république en tant que chargé de mission puis chef de cabinet au secrétariat général du gouvernement d’août 1946 à juillet 1957 et Maître des requêtes au Conseil d’État en 1957. Pendant la cinquième république il est membre du groupe d’experts réuni autour de Michel Debré est désigné comme conseiller du gouvernement auprès du Comité consultatif constitutionnel, rapporteur adjoint devant le Conseil d’État et Conseiller technique au cabinet du Premier ministre pour les problèmes constitutionnels, juridiques, administratifs et parlementaires de janvier 1959 à mars 1962.
Il est principalement connu pour sa participation à l'élaboration de la constitution française de 1958.

## Biographie

### Famille
Jérome Solal-Céligny, est né le 7 février 1920 dans le 16e arrondissement de Paris. Il est le fils de Edmond Lévy-Solal (1882-1971) et de Catherine de Céligny (1877-1965).
Son père, Edmond Lévy-Solal, était un grand médecin accoucheur, ami du professeur Robert Debré et titulaire de la chaire d’obstétrique de Baudelocque. Sa mère, Catherine de Céligny, est la fille non légitime de Napoléon-Jérôme Bonaparte et de la marquise de Canisy. Née de «parents inconnus» pour l’état civil, elle avait pris le nom du village suisse, au bord du lac Léman, où elle avait été élevée, "Céligny".
Les parents de Jérôme Solal-Céligny se sont connus pendant la Grande Guerre, en soignant des blessés. Ils ont eu, avant Jérome Solal-Céligny, une enfant trisomique, Marie-Laëtitia, né en février 1919.
Le 24 octobre 1930, à la demande de ses parents, le Tribunal Civil de la Seine a autorisé Jérôme Lévy-Solal à changer son nom de famille en Solal-Céligny.

### Proximité avec la Famille de Gaulle
Pendant la première guerre mondiale Edmond Lévy-Solal se lie d'amitié avec l'infirmière major des hôpitaux de calais, Marguerite Vendroux, la mère d'Yvonne de Gaulle. L'amiral de Gaulle racontera d'ailleurs être né "des mains du professeur Solal".
L'amitié familiale perdurera après la guerre et la naissance de Laëtitia Solal-Céligny, trisomique rapprochera encore leurs liens. Ils furent ainsi les seules personnes que les de Gaulle admirent à l’enterrement de leur propre fille, Anne, en 1948.
A la mort de Marianne Richet, la femme de Jérôme Solal-Céligny, ses enfants recevront une lettre de l'Amiral de Gaulle relatant ses souvenirs d'enfance au Château des sept-fontaines, propriété des Vendroux, près de Charleville-Mézières, en compagnie de son "ami" Jérôme Solal-Céligny.
L'amiral de Gaulle mentionne dans sa lettre Laëtitia Solal-Céligny et sa soeur Anne de Gaulle.

### Résistance pendant laseconde guerre mondiale
Pendant la seconde guerre mondiale, Jérôme Solal-Céligny quitte clandestinement Paris le 8 septembre 1943, sous le pseudonyme de «Jules Saurin», avec un groupe de résistants, pour rejoindre Alger, via l’Espagne .
Passant par Lourdes (Hautes-Pyrénées), il note dans son journal: « Cette ville où tout doit être tourné vers la prière s’avère au contraire un centre de commerce effroyable ».
Il est parachuté le 17 juillet 1944 sur la région de Montpellier par la France libre pour une mission de renseignement en vue de préparer le Débarquement de Provence.

### Première participation au projet de révision constitutionnelle (1956)
Début 1956, en plein coeur du déséquilibre des pouvoirs de la quatrième république et sur la suggestion de Pierre Mendès France, le président de la quatrième république René Coty demande à Guy Mollet de constituer un nouveau gouvernement qui voit le jour le 1er février 1956.
La quatrième république connait un déséquilibre structurel par une constitution qui voit l'assemblée nationale avoir un grand pouvoir de renversement des gouvernements par motion de censure ou par vote de confiance. En effet, les élections des députés à la proportionnelle ne permettaient pas d'établir une majorité certaine au sein de la Chambre des députés. Par ailleurs, depuis 1954, les événements d'Algérie, accroissent l'instabilité chronique des gouvernements (Gouvernement Pierre Mendès France, Gouvernement Edgar Faure, Gouvernement Guy Mollet).
Dans ce contexte, André Chandernagor rejoint, début février 1956, le cabinet du président du Conseil Guy Mollet.
Guy Mollet attendait un moment opportun pour lancer une réforme constitutionnelle qui rééquilibrerait les pouvoirs en renforçant l’exécutif. A ce titre, Il demande à André Chandernagor de réfléchir à la question qui confie la tache au directeur des affaires juridiques Jérôme Solal-Céligny.
En octobre 1956, une note de 16 pages est rendue. Intitulé «Catalogue sommaire de mesures destinées à renforcer l’exécutif», elle est rédigée par Jérôme Solal-Céligny et synthétisée par André Chandernagor. Le texte affirme qu’il «faut donner au gouvernement de plus grands pouvoirs dans la fixation de l’ordre du jour des Assemblées». Le texte définit également les conditions de la dissolution, qui propose une réforme de la question de confiance, la mise en place d’un système de «questions orales avec débat», la maîtrise de l’ordre du jour, etc.
André Chandernagor déclarera plus tard: « Je me souviens que quand j’ai finalisé cette note, Solal m’a dit: «Ah, c’est bigrement bien, mais c’est trop tôt». À l’époque, je n’ai pas prêté attention à ces quelques mots… Solal, lui, savait ce qui était en train de se préparer ».
Il s’est également amusé de ne pas avoir compris tout de suite que Solal « était branché de l’autre côté », c’est-à-dire gaulliste et ami de Michel Debré, qu’il tutoyait. Equanime, discret, éclairé, Jérôme Solal-Céligny s’entendait à vrai dire avec la plupart de ses interlocuteurs.

### Contexte de la révision constitutionnelle de 1958
Le 13 mai 1958 des manifestations éclatent à Alger après que la radio a annoncé l'investiture du nouveau président du conseil Pierre Pflimlin. L'immeuble du gouvernement général est pris d'assaut. L'armée tente de rétablir l'ordre. A la tête d'un comité de salut public, le général Massu demande au Président de la République, René Coty, la création à Paris d'un gouvernement d'exception. Deux jours plus tard, le général Salan fait acclamer le nom du général de Gaulle.
Face à cette situation, le Général de Gaulle se déclare «prêt à assumer les pouvoirs de la République» (15 mai) et annonce lors d'une conférence de presse qu'il se tient «à la disposition du pays» (19 mai).
René Coty accepterait de faire appel à Charles de Gaulle afin de mettre un terme à la crise du régime. Mais il souhaite préalablement s'assurer que cette passation de pouvoir se déroulera dans le respect des règles prévues par la Constitution. Aussi, demande-t-il à André Le Troquer, président de l'Assemblée nationale, et à Gaston Monnerville, président du Conseil de la République, de rencontrer l'homme de Colombey afin de s'assurer de ses intentions.
Cet entretien secret a lieu dans la nuit du 28 mai. Les trois hommes conviennent que la nouvelle Constitution s'inspirera des principes énoncés dans le discours du général de Gaulle, prononcé à Bayeux en 1946. Dans son ouvrage «Vingt-deux ans de Présidence», Gaston Monnerville relate la suite de cette rencontre: « Il était plus d'une heure du matin lorsque André Le Troquer et moi nous présentâmes à l'Elysée. Le président Coty nous reçut aussitôt dans un petit cabinet de travail au premier étage, où à l'évidence il veillait. Nous lui rendîmes compte de la mission qu'il nous avait confiée quelques heures plus tôt, et nous répondîmes aux questions qu'il nous posa ».
Le lendemain, jeudi 29 mai 1958, René Coty demande au Parlement d'investir le général de Gaulle comme chef du gouvernement. Pour donner tout son poids à cette démarche, le Président de la République annonce qu'il démissionnera en cas de refus.
Le 1er juin, l'investiture est accordée au nouveau gouvernement. Le général de Gaulle, chargé des fonctions de président du Conseil, obtient de l'Assemblée nationale, puis du Conseil de la République, les pouvoirs spéciaux pour réformer la Constitution.

### Le projet de révision constitutionnelle de 1958

#### La constitution du groupe de travail
Le 12 juin, Michel Debré, nommé Garde des Sceaux par le Général de Gaulle, installe un «groupe de travail», Place Vendôme, au siège du ministère de la justice. Beaucoup de jeunes auditeurs du Conseil d’Etat, des représentants des ministres et celui du Général, Raymond Janot, qui s’appuient notamment sur le fameux discours de Bayeux (Calvados) du 16 juin 1946, dans lequel de Gaulle a dessiné un arbitre national « placé au-dessus des partis ».
Jérôme Solal-Céligny a déjà composé le premier mouvement, à la demande de Guy Mollet, deux ans auparavant – une étape capitale, car le président socialiste du Conseil ralliera les siens au projet gaulliste.

« Jérôme avait un énorme avantage sur tous les autres. Non seulement, il avait travaillé depuis longtemps sur la Constitution, mais il avait une mémoire prodigieuse. Il connaissait tous les textes par cœur »

— Georgette Elgey
Le «groupe de travail» se réunit presque tous les jours. Tantôt, c’est Jean Mamert, sa cheville ouvrière, qui dicte ses notes depuis son lit, à 7 heures du matin, épuisé par une courte nuit, à la dactylo du ministère, qui remettra un exemplaire propre à Michel Debré à 8 heures, tantôt Jérôme Solal-Céligny s’en charge.
On trouve même, à de nombreuses reprises, l’écriture de sa femme, Marianne Richet, sur le projet constitutionnel, car elle notait le soir les amendements et observations sous la dictée de son mari, afin que la secrétaire les intègre au petit matin.

#### L'impatience du Général et fin du projet
Le Général de Gaulle, qui réunit tous les soirs après le dîner, à Matignon, quelques ministres et sa garde rapprochée – Georges Pompidou, Olivier Guichard, Michel Debré et  Raymond Janot –, veut encore accélérer le mouvement: « Debré, tout ça c’est long, c’est trop long! Vous allez vous retirer dans une thébaïde, avec deux ou trois collaborateurs, pas davantage. Plus nombreux, on ne travaille pas. Et vous reviendrez avec le texte complet de la Constitution du premier au dernier article. »
La thébaïde, ce sera le Château de La Celle-Saint-Cloud, où Raymond Janot, Jérôme Solal-Céligny et Jean Mamert vont travailler pratiquement jour et nuit. Seul Michel Debré rentre dormir chez lui, rue Spontini, dans le 16e arrondissement.
« Il y a tout, c’est complet? », demande simplement le Général le 14 juillet. Dans les jours qui suivent, le texte passe l’obstacle du comité interministériel, puis il est soumis à un conseil de cabinet et l’on aboutit au «Livre rouge», qui va pouvoir être transmis au Conseil consultatif constitutionnel (CCC), présidé par Paul Reynaud. Jérôme Solal-Céligny en suit tous les travaux en tant qu’expert, du 29 juillet au 14 août. Chaque jour, il prend plusieurs pages de notes et réoriente avec diplomatie les débats, en particulier sur le chapitre délicat des relations entre Parlement et gouvernement, ce que l’on a appelé le « parlementarisme rationalisé ».

#### Importance dans le projet de révision de la constitution et postérité
L'homme qui a pris la plus grande part à la rédaction de la Constitution est incontestablement Jérôme Solal-Celigny. Il était affecté au secrétariat général du gouvernement, il préparait toutes les questions de confiance posées à l'Assemblée nationale à la fin de la quatrième République, et particulièrement sous la présidence de Félix Gaillard, dont il était un ami d'enfance.
Apparenté à Michel Debré, il avait toute sa confiance; il était donc bien placé pour organiser les rapports du gouvernement avec le Parlement; maitre des requêtes au Conseil d'Etat, il y occupa une place déterminante en tant que rapporteur adjoint du projet.

### Influence
Jérôme Solal-Céligny était le président de la fédération des parents d'élève du Lycée Pasteur à Neuilly-sur-seine. Il rencontra alors un jeune délégué de classe, François Hollande, qui l'impressionna par ses qualités de paroles et d'argumentation. Il le questionna sur ses ambitions et lui conseilla d'intégrer Science Po.
François Hollande confiera à la fille de Jérôme Solal-Céligny :  
« Je ne sais pas ce qu'aurait été ma vie sans la rencontre avec votre père mais incontestablement, c'est quelqu'un qui a beaucoup compté pour moi »

### Mort Accidentelle

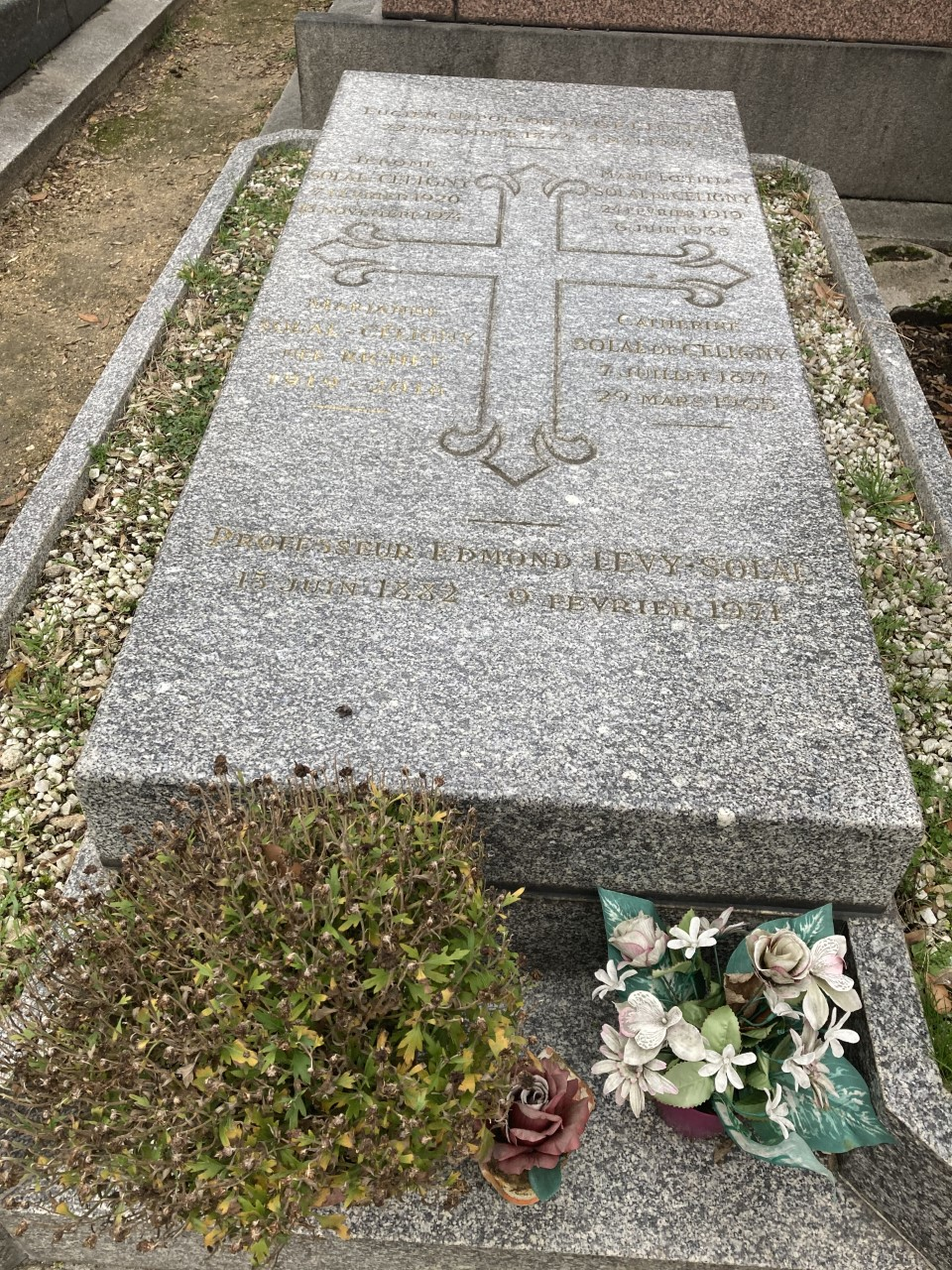
Tombe de la Famille Lévy- Solal / Solal-Céligny

Jérôme Solal-Céligny meurt le 18 novembre 1974 d'un accident de cheval,.
Il est enterré au cimetière de Passy à Paris.